# Takifugu niphobles
Takifugu niphobles är en fiskart som först beskrevs av David Starr Jordan och John Otterbein Snyder 1901.  Takifugu niphobles ingår i släktet Takifugu och familjen blåsfiskar. IUCN kategoriserar arten globalt som otillräckligt studerad. Inga underarter finns listade i Catalogue of Life.